# فقیر حسین
فقیر حسین (انگلیسی: Faqir Hussain؛ زادهٔ ۱۵ مهٔ ۱۹۴۸) بازیکن فوتبال اهل پاکستان بود.